# Lepidomicrosorium hymenodes
Lepidomicrosorium hymenodes là một loài thực vật có mạch trong họ Polypodiaceae. Loài này được (Kunze) L. Shi & X.C. Zhang miêu tả khoa học đầu tiên năm 1999.